# Marcus Tullius Cicero Minor
Marcus Tullius Cicero Minor (64 v.Chr. - ?) of Cicero de Jongere was zoon van de Romeins redenaar en politicus Marcus Tullius Cicero en zijn vrouw Terentia Varrones.

## Biografie
In het begin van zijn carrière ambieerde Cicero een militaire carrière. Bij het uitbreken van de Burgeroorlog in 49 v.Chr. koos hij net zoals zijn vader de kant van Pompeius. Na de nederlaag bij Pharsalus van Pompeius tegen Julius Caesar werd Cicero gratie verleend. Daarna ging Cicero filosofie studeren in Athene, waar hij kennis maakte met Marcus Junius Brutus en Gaius Cassius Longinus. Vanuit Griekenland schreef hij een brief aan Marcus Tullius Tiro, zijn vaders secretaris, waarin hij om geld en een eigen secretaris vraagt. Uiteraard wist Cicero dat de brief aan zijn vader zou doorgespeeld worden en dat deze zijn zoon ter wille zou zijn.   
Na de moord op zijn vader in 43 v.Chr. door aanhangers van Marcus Antonius ging Cicero in het leger dienen van Cassius en Brutus. Na de nederlaag in de Slag bij Phillipi verleende Octavianus hem gratie. Kort daarna werd Cicero een augur en stond hij Octavianus bij in de Slag bij Actium.
In 30 v.Chr. werd Cicero consul en meldde hij de senaat de dood van Marcus Antonius. Daarna werd hij proconsul van de provincie Asia. De wreedheden van Marcus Antonius indachtig besliste Cicero dat geen enkel lid van zijn familie meer de naam Marcus zou dragen.